# Крис Мана
Крис Мана (кињ. Chris Mana; 5. март 2004) руандски је пливач чија ужа специјалност су спринтерске трке прсним стилом. 

## Спортска каријера
Дебитовао је на међународној сцени на светском првенству у корејском Квангџуу 2019. где је учествовао у квалификацијама на  50 прсно које је окончао на 73. месту са временом 36,93 секунде, што је било за 10,65 секунди слабије од водећег Адама Питија.